# .ngo
.ngo和.ong是一對新的互聯網通用頂級域，取意於英語“非政府組織”（non-governmental organization）的縮寫。
在2011年網際網路名稱與數字位址分配機構擴大互聯網域名命名系統以後，允許新的頂級域申請。公共利益注冊處表示出對.ngo域名的興趣，同時還申請了一個等效域名.ong，代表羅曼語族中的“organisation non gouvernementale”，適用於法國、義大利、西班牙等非英語地區。自2015年5月6日起，新域名已公開發佈，當購買其中一個域名的同時，另一個也會自動購買。该政策于2022年6月被放松，.ngo与.ong域名不再需成对注册，现可分别购买。